# Dagda
În mitologia celtică, Dagda este zeul-tată, soțul zeiței Morrigan și tatăl zeiței Brigit, care domnește asupra tuturor celor create și se manifestă prin fulgere sau tunete și prin razele luminoase create. Deține un ciomag, care are un capăt care ucide și unul care învie, precum și un cazan magic. Dagda posedă și o harfă fermecată, care provoacă auditoriul, rând pe rând, într-un plâns irezistibil, apoi un râs nebun și un somn profund. Are numeroși copii, dintre care cel mai important este Oengus, zeul dragostei și al soarelui. 
În Țara Galilor, Dagda este întâlnit sub numele de Gwydion, iar în Galia cu numele de Sucellos.